# Casting JonBenet
Casting JonBenet (titulada en español como Quién es JonBenét) es un documental del año 2017 dirigido por Kitty Green que habla sobre el asesinato de JonBenét Ramsey y el impacto que este generó desde 1996.

## Argumento
Casting JonBenet explora el proceso de selección de elenco —casting— para las dramatizaciones del documental. Varios actores del área de Colorado son entrevistados y puestos a prueba para representar a las personas reales involucradas en el crimen. Entre ellas figuran John y Patsy Ramsey, Burke Ramsey, John Mark Karr y los oficiales de la policía de Boulder.
Durante la audición, los aspirantes —caracterizados como los personajes que pretenden interpretar— revelan sus impresiones sobre el caso y ofrecen sus propias especulaciones. Lejos de documentar el crimen, la película muestra cómo la trágica muerte de JonBenét se convirtió en una obsesión para la cultura popular y las teorías conspirativas.

## Lanzamiento
Casting JonBenet fue estrenado en enero de 2017 durante el Festival de Cine de Sundance. La plataforma de streaming Netflix adquirió los derechos de distribución del documental, añadiéndolo a su catálogo el 28 de abril de 2017.

## Recepción
Casting JonBenet recibió opiniones positivas tras su estreno. En el sitio especializado Rotten Tomatoes, el filme mantiene un 81% de aprobación considerando 47 reseñas profesionales. El consenso otorgado es:

Casting JonBenet's unorthodox approach to its genre sets it apart in a crowded field, making for a uniquely thought-provoking true crime documentary hybrid.
El enfoque poco ortodoxo de Casting JonBenet lo hace destacar dentro de un género saturado, convirtiéndolo en un provocativo híbrido de documental de crímenes verdaderos.

Por otra parte, en Metacritic, la película promedió 74 puntos de un máximo de 100, basándose en 14 críticas, lo que indica «Opiniones generalmente favorables».